# 徳武弘文
徳武 弘文（とくたけ ひろふみ、1951年5月25日 - 2025年5月14日）は、北海道函館市出身のギタリスト。日本におけるカントリー・ギターの第一人者であり、“徳武”の読みを崩したDr.K（トクタケが覚えにくい苗字だから近いところで、ドクターケーになった）の愛称で知られる。2008年にはニューヨークにてレス・ポールと共演を果たした。

## 来歴
大学在学中に「ブレッド&バター」のコンサートのサポート・メンバーとして活動。
その後、山本コウタローらと共に“山本コータローと少年探偵団”を結成。
セッション・ギタリストとして活動しながら、1974年に泉谷しげるのバック・バンド“ザ・ラスト・ショウ”を結成。ザ・ベンチャーズのジェリー・マギーに多大な影響を受けたサムピックを使用したフィンガー・ピッキングとルーツ・フィーリングを活かしたギター・スタイルが注目を集め、吉田拓郎、大瀧詠一、高橋幸宏、長渕剛などのサポートを務めた。
1989年、1stアルバム『Dr.Kの調律』でソロ・デビュー。自身のバンドDr.K Projectを率いて精力的に活動を続けている 。
2007年、会津若松市イメージソング「AIZUその名の情熱」（作詞：石原信一、作曲：南こうせつ）に編曲で参加。
2014年11月15日、細野晴臣、高橋幸宏をスペシャルゲストに迎え、「Rock'N'Roll Night：Respect Les Paul & Mary Ford」開催。
2015年11月2日、Amrita Custom Guitars（アムリタ・カスタム・ギターズ）による音楽イベントに参加、仲井戸麗市と初共演した。
2018年、多系統萎縮症と診断される。
2020年、胃がんと診断され、3分の2を摘出する。
2025年5月14日、東京都目黒区の病院で死去。73歳没。

## ディスコグラフィ
※ザ・ラストショウは、ラストショウ#作品を参照。

### アルバム
| 発売日                             | 規格                               | 規格品番                           | アルバム                               |
| 徳間ジャパン（Absord Music Japan） | 徳間ジャパン（Absord Music Japan） | 徳間ジャパン（Absord Music Japan） | 徳間ジャパン（Absord Music Japan）     |
| ---------------------------------- | ---------------------------------- | ---------------------------------- | -------------------------------------- |
| 1989年11月25日                     | CD                                 | 30JC-477                           | Dr.Kの調律                             |
| 2004年2月25日                      | CD                                 | ABCS-60                            | Dr.Kの調律                             |
| 1991年11月25日                     | CD                                 | TKCA-30399                         | ハッピーデイズ                         |
| 2004年2月25日                      | CD                                 | ABCS-61                            | ハッピーデイズ                         |
| Absord Music Japan                 |                                    |                                    |                                        |
| 2000年3月24日                      | CD                                 | ABCS-19                            | Keys To The Country                    |
| ポニーキャニオン                   |                                    |                                    |                                        |
| 2000年6月21日                      | CD                                 | MYCV-30049                         | Dr.K Project 2～Daddies Be Ambitious～ |
| 2003年6月18日                      | CD                                 | MYCV-30197                         | T for Thumb                            |
| VIVID SOUND                        |                                    |                                    |                                        |
| 2011年10月19日                     | CD                                 | VSCD-3387                          | SOMEWHERE OVER THE RAINBOW             |
| 2012年12月14日                     | CD                                 | VSCD-3396                          | LET'S SWAMP TOUR / LIVE IN JAPAN       |

### サウンドトラック
| 発売日        | レーベル         | 規格 | 規格品番  | アルバム                                         |
| ------------- | ---------------- | ---- | --------- | ------------------------------------------------ |
| 1993年8月30日 | Consipio Records | CD   | COCD-9203 | あひるのうたがきこえてくるよ。サウンド・トラック |

### 映像作品
| 発売日               | 規格                 | 規格品番             | アルバム                                                    |
| リットーミュージック | リットーミュージック | リットーミュージック | リットーミュージック                                        |
| -------------------- | -------------------- | -------------------- | ----------------------------------------------------------- |
| 2006年12月20日       | DVD                  | VWD-132              | DVD版 萌え萌えエレキ天国                                    |
| 2007年8月20日        | DVD                  | VWD-198              | 究極のカントリー・フレーズ大全                              |
| 2007年12月20日       | DVD                  | VWD-207              | 究極のロカビリー・ギター大全 ～今すぐ使える実践ギター・テク |

## 参加作品
- 石川秀美
  - アルバム「I」（1985年）
- 泉谷しげる
  - アルバム「黄金狂時代」（1974年）
  - アルバム「ライブ!! 泉谷～王様たちの夜～」（1975年）
- 五輪真弓
  - アルバム「1984五輪真弓ライヴ 熱いさよなら」（1984年）
- 井上陽水
  - アルバム「招待状のないショー」（1976年）
- 大瀧詠一
  - アルバム「A LONG VACATION」（1981年）
  - アルバム「EACH TIME」（1984年）
- 大貫妙子
  - アルバム「Grey Skies」（1976年）
- Original Love
  - アルバム「ELEVEN GRAFFITI」（1997年）
- Gerry McGee
  - アルバム「Friends From A Distance」（1992年）
- 白季千加子
  - アルバム「P.M.6:35 Autumn」（1980年）
- 杉田二郎
  - シングル「ハングリー・アングリー（「ワンナイト・ララバイ」B面）」（1980年）
  - アルバム「地球のどまんなか」（1980年）
  - シングル「はじめての旅（「流れる雲をつれてゆく」B面）」（1981年）
  - シングル「銀座マイウェイ」（1990年）
- 竹内まりや
  - アルバム「LOVE SONGS」
- ナイアガラ・トライアングル
  - アルバム「NIAGARA TRIANGLE Vol.2」
- 長渕剛
  - アルバム「乾杯」（1980年）
  - アルバム「Bye Bye」（1981年）
- 中村雅俊
  - アルバム「さよならの吸殻」（1976年）
- 細野晴臣、鈴木茂&山下達郎
  - アルバム「Pacific」（1978年）
- 松田聖子
  - アルバム「Candy」
- 水越恵子
  - シングル「Your my life」「Too far away」（1997年）
  - アルバム「In My Life」（1997年）
  - シングル「海潮音」（2005年）
- 南こうせつ
  - アルバム「夢の時間」（1993年）編曲
  - シングル「ひと夏のしずく／Summer♪Angel」（1995年）編曲
- 吉川忠英
  - シングル「FLYIN' HIGH（「親父の四季」B面）」（1981年）編曲
- 吉田拓郎
  - アルバム「ローリング30」（1978年）
  - アルバム「アジアの片隅で」（1980年）
  - アルバム「吉田拓郎 ONE LAST NIGHT IN つま恋」（1985年）

## 著書
- ぼくらは今もエレキにしびれている（2007年9月18日、かんき出版）